# Jadwisin (Basse-Silésie)
Pour les articles homonymes, voir Jadwisin.
Jadwisin est une localité polonaise de la gmina de Zagrodno, située dans le powiat de Złotoryja en voïvodie de Basse-Silésie.